# Mead (Wisconsin)
Mead es un pueblo ubicado en el condado de Clark en el estado estadounidense de Wisconsin. En el Censo de 2010 tenía una población de 321 habitantes y una densidad poblacional de 3,48 personas por km².

## Geografía
Mead se encuentra ubicado en las coordenadas 44°48′32″N 90°43′50″O / 44.80889, -90.73056. Según la Oficina del Censo de los Estados Unidos, Mead tiene una superficie total de 92.36 km², de la cual 90.43 km² corresponden a tierra firme y (2.09%) 1.93 km² es agua.

## Demografía
Según el censo de 2010, había 321 personas residiendo en Mead. La densidad de población era de 3,48 hab./km². De los 321 habitantes, Mead estaba compuesto por el 96.88% blancos, el 0.31% eran afroamericanos, el 2.18% eran amerindios, el 0% eran asiáticos, el 0% eran isleños del Pacífico, el 0% eran de otras razas y el 0.62% pertenecían a dos o más razas. Del total de la población el 0% eran hispanos o latinos de cualquier raza.